# Tetramorium mpala
Tetramorium mpala (лат.) — вид муравьёв рода Tetramorium из подсемейства Myrmicinae (Formicidae). Видовое название происходит от имени научного центра Mpala Research Centre (Кения), где была найдена типовая серия.

## Распространение
Восточная Африка: Кения, Rift Valley Province, Mpala Research Centre (0.29° S, 36,9° E), на высоте 1650 м.

## Описание
Мелкие земляные муравьи; длина рабочих 3—4 мм. От близких видов (Tetramorium weitzeckeri) отличается очень крупными глазами и длинными волосками на первом тергите брюшка, прижатыми к поверхности (не отстоящими). Длина головы рабочих (HL) 0,8 мм, ширина головы (HW) 0,7 мм. Основная окраска тела коричневая, брюшко темнее. Усики рабочих и самок 11-члениковые. Петиоль чешуевидный в профиль с высоким узелком (примерно в 3 раза выше длины, сверху поперечный и эллиптический).  Усиковые бороздки хорошо развиты, длинные. Боковые части клипеуса килевидно приподняты около места прикрепления усиков. Жвалы широкотреугольные с зубчатым жевательным краем. Стебелёк между грудкой и брюшком состоит из двух члеников: петиолюса и постпетиолюса (последний четко отделен от брюшка), жало развито, куколки голые (без кокона). Заднегрудка с 2 острымим проподеальными шипиками. Брюшко гладкое и блестящее. Гнездятся в земле.

## Таксономия
Включён в видовую группу Tetramorium weitzeckeri. Вид был впервые описан в 2010 году американскими мирмекологами Франциско Хита-Гарсиа (Francisco Hita Garcia), Брайаном Фишером (Brian L. Fisher; Entomology, California Academy of Sciences, Сан-Франциско, Калифорния, США) и М. Петерсом (Бонн, Германия).